# Martiniano Leguizamón
Leguizamón Martiniano (Rosario del Tala, Província d'Entre Ríos, 1858 - González Catán, Província de Buenos Aires, 1935) va ser un escriptor argentí.

## Biografia
Va ser fill del coronel Martiniano Leguizamón, i es va criar en un ambient rural. Va cursar els seus estudis secundaris en el Colegio Nacional de Concepción del Uruguay i es va llicenciar com a advocat a la Universitat de Buenos Aires.
Des de ben jove s'havia dedicat a escriure poesia. Amb només 20 anys va estrenar la seva primera obra teatral, Los apuros de un sábado. Temps després va estrenar l'obra Calandria, en la que narra la història d'un Gautxo rebel que al final de l'obra acaba per integrar-se a la societat a través del treball.
La seva especialitat com a narrador, autor teatral i poeta va ser la descripció de la vida del camp. Martiniano està adscrit al Modernisme tot i que ell va fer una síntesi entre aquesta corrent i la literatura pròpia dels Guatxos.
El 1884 va començar a treballar com a funcionari al registre civil i va col·laborar amb el seu germà Onésimo Leguizamón, fundador del diari La Razón.
Va ser docent a la Universitat i en diversos col·legis secundaris. Va ser sotssecretari del Ministeri d'Hisenda de la província de Buenos Aires, vicepresident del Consell Escolar Nacional de l'Educació, president de la Junta de Historia y Numismática Americana, precursora de l'actual Academia Nacional de Historia. També va presidir la Societat Argentina d'Autors.
El 1887 va contraure matrimoni amb Edelmira Fernández, amb la qual va tenir cinc fills. El 1927 va ser designat president de la Junta de Historia.
Martiniano va morir el 26 de març de 1935 en un camp de la localitat de González Catán, a prop de Buenos Aires, als setanta-set anys. Actualment les seves restes es troben en una volta al Cementiri de la Recoleta de Buenos Aires.

## Obres escrites
- Calandria (teatre)
- Recuerdos de la tierra (relats, 1896)
- Montaraz (novel·la, 1900)
- Alma nativa (poesia, 1906)
- De cepa criolla (1908)
- Urquiza y la casa de San José (1909)
- La casa natal de San Martín (assaig, 1915)
- Fiesta en la estancia (1917)
- Rasgos de la vida de Urquiza (1920)
- Hombres y cosas que pasaron (1926)
- La cuna del gaucho (editat pòstumament el 1935)
- Papeles de Rosas (inèdit)